# Schönbrunn

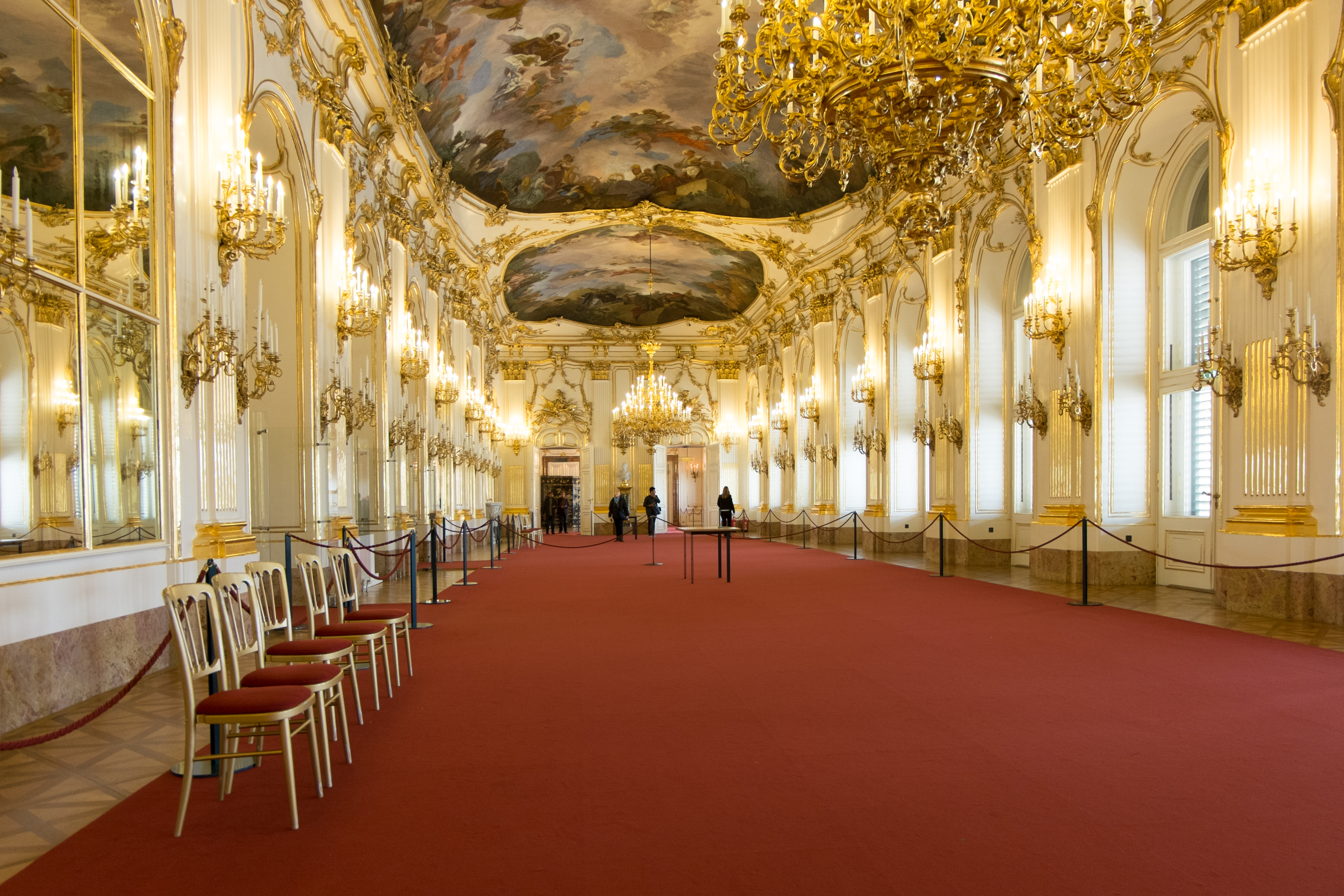

Schönbrunn je barokní zámek ve Vídni. Od druhé poloviny 18. století do roku 1918 byl letní rezidencí rakouských císařů. V zimním období bydlela císařská rodina v Hofburgu. V blízkém okolí zámku se nacházejí rozlehlé zahradní prostory, které byly spolu se zámkem v roce 1996 zařazeny na Seznam světového dědictví UNESCO.
Místo, na kterém byl zámek vystaven, si již na počátku 17. století oblíbil císař Matyáš, tryskal zde tehdy pramen čerstvé vody, u kterého císař vztyčil sochu nymfy a nazval jej Schöner Brunnen (krásný pramen). Nechal zde vystavit i lovecký zámeček, který byl těžce poškozen Turky při druhém obléhání Vídně roku 1683. Později zde začal Johann Bernhard Fischer na zakázku Leopolda I. stavět ohromnou barokní rezidenci, která měla překonat Versailles francouzských králů. Leopold měl důležitější problémy než výstavbu nového Versailles a dnešní podobu zámku mu dali za Marie Terezie, její oblíbený architekt Nicolò Pacassi plány realizoval v redukovaném měřítku. V roce 1830 se tu narodil císař František Josef I., který svá poslední léta trávil výhradně v tomto zámku a také zde zemřel. Dva roky po jeho smrti, tedy v roce 1918, zde poslední císař Karel I. rezignoval a krátce nato zámek přešel do správy nové republiky a od té doby patří díky svému historickému významu, poloze a velkolepému architektonickému vybavení mezi hlavní pamětihodnosti Vídně.

## Zámek Schönbrunn
Zámek má 1441 místností a 200 kuchyní, z toho je jich zpřístupněno 45. Vnitřní vybavení je ve stylu rokoka (převážně bílé plochy s ornamenty ze 14karátového lístkového zlata) a zahrnuje i české křišťálové lustry a kachlová kamna.
Místnosti, kde císař František Josef žil a pracoval, jsou zařízeny stroze a prostě, ostatní reprezentativní prostory a místnosti pro hosty jsou však vyzdobeny velmi honosně. V zrcadlovém sále hrál jako šestileté zázračné dítě Wolfgang Amadeus Mozart.
V Čínském oválném kabinetě pořádala Marie Terezie tajné konference se státním kancléřem hrabětem Václavem Kounicem. V pokoji zvaném Vieux-Lacque zasedal Napoleon Bonaparte. V Modrém čínském salónu podepsal v roce 1918 císař Karel I. svoji abdikaci (konec monarchie). Milionový pokoj „Millionenzimmer“ je obložený růžovým dřevem s drahocennými miniaturami z Indie a Persie. Ve Velké galerii zasedal v letech 1814–1815 Vídeňský kongres; dnes se tu pořádají při zvláštních příležitostech státní audience. 

### Wagenburg (Muzeum kočárů)
Muzeum kočárů Wagenburg v Schönbrunnu představuje návštěvníkům jádro vozového parku vídeňského dvora. Po pádu rakousko-uherské monarchie se zachovalo na stovku kočárů, saní, vozů a nosítek s veškerými postroji, řemením, čabrakami a výzdobou.

### Zoologická zahrada v Schönbrunnu
Zoologická zahrada ve vídeňském Schönbrunnu je nejstarší existující zoologickou zahradou na světě s jedinou zachovanou barokní menažerií. V létě 1752 zavedl císař František I. Štěpán Lotrinský, manžel Marie Terezie, své šlechtické hosty poprvé do nově zřízené menažérie v zámeckém parku letní rezidence Schönbrunn. V zoologické zahradě v Schönbrunnu se 14. července 1906 narodilo v zajetí první slon. Do té doby byli zoologové přesvědčeni, že se sloni v zajetí nerozmnožují. Motto zoologické zahrady dodnes zní: „Schönbrunn má být zoologická zahrada se šťastnými zvířaty.“

### Gloriette

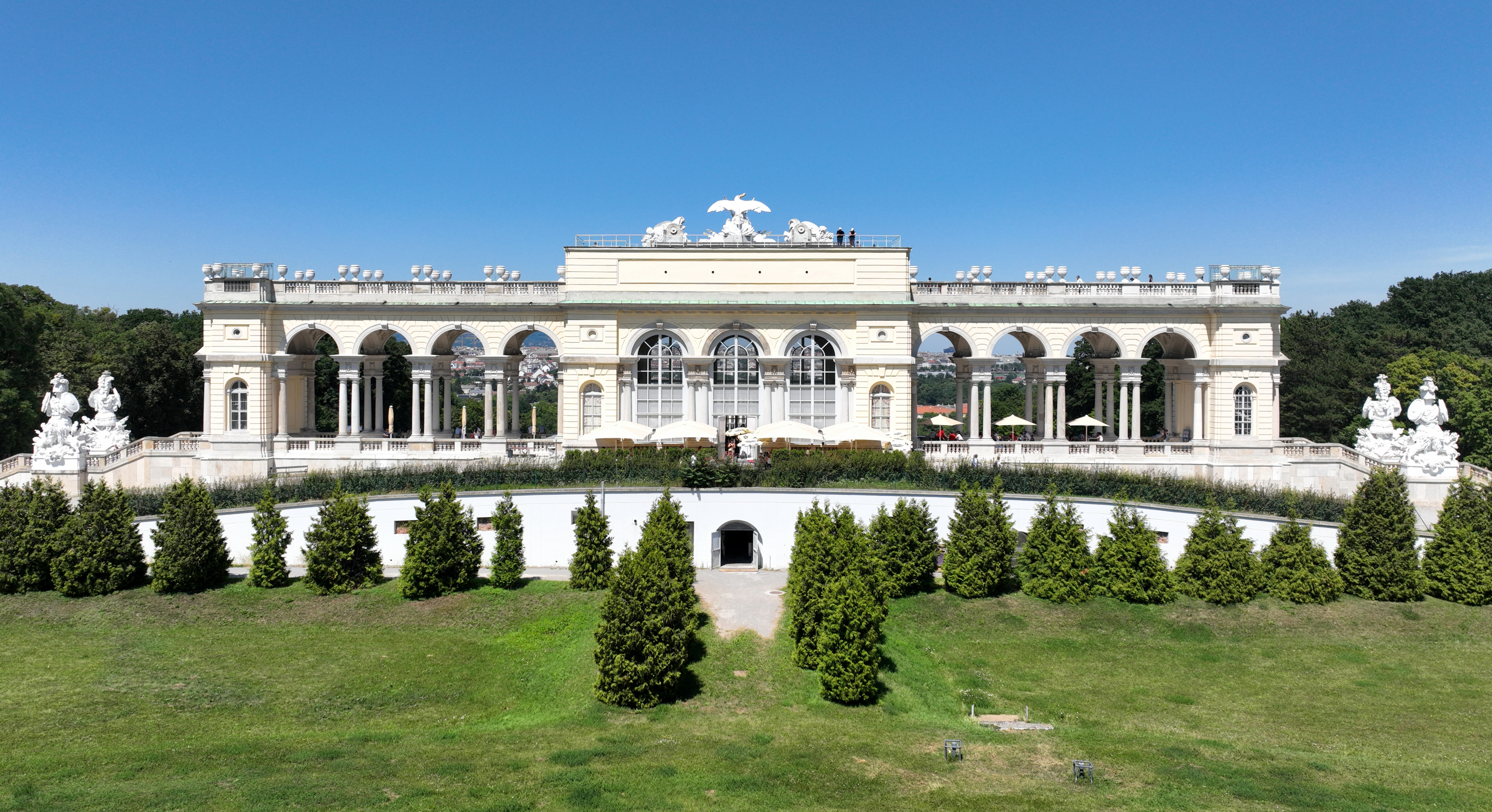
Jižní pohled na Gloriette

V Gloriette se dnes nachází kavárna s výhledem na Vídeň. V neděli dopoledne se tu pořádají pozdní snídaně s živou hudbou, od klasiky po jazz. Stavba je připomínkou vítězství Rakouska v bitvě u Kolína, byla postavena roku 1775, jak připomíná nápis na střední části stavby: „JOSEPHO II. AUGUSTO ET MARIA THERESIA IMPERANTIB. MDCCLXXV“ (Postavena za vlády císaře Josefa II. a císařovny Marie Terezie v roce 1775). Na stavbě se nachází dvacet metrů vysoká terasa (přístupná po točitých schodech).

### Zahradní labyrint v Schönbrunnu (Irrgarten)
Labyrint byl založen mezi lety 1698 a 1740. V jeho jednotlivých zákoutích labyrintu jsou symboly dvanácti znamení zvěrokruhu, přičemž z vyvýšeného místa jsou vidět cesty labyrintem. Původně ho tvořily čtyři různé části se zvýšeným pavilonem uprostřed, z něhož bylo možné přehlédnout celé bludiště. V 19. století se postupně zmenšoval, až v roce 1892 zanikl. Na podzim roku 1998 byl zřízen nový labyrint s celkovou rozlohou 1 715 m². Při jeho tvorbě se autoři snažili co možná nejvíce držet historické předlohy.

### Palmenhaus
V tomto pavilonu jsou rostliny z pralesů všech kontinentů – je to poslední a největší expozice svého druhu v Evropě. Konají se zde noční prohlídky, při nichž je možno navštívit jinak nepřístupnou galerii pod střechou. Budova široká 113 m a vysoká až 28 m byla postavena v letech 1881–1882 podle projektu Franze Xavera Segenschmida v historizujícím stylu jako impozantní konstrukce ze železa a skla. Dnes stavba simuluje tři klimatické zóny: zimní zahradu, středomořskou a tropickou zahradu.

### Wüstenhaus (pouštní dům)
Budova s historickými slunečními hodinami z roku 1904 se nachází proti palmovému skleníku Palmenhaus. V schönbrunnském zámeckém parku se po mnohaletém uzavření a generální opravě otevřel Motýlí dům „Schmetterlinghaus“, dnes jako Pouštní dům „Wüstenhaus“. Z botanického hlediska jedinečná sbírka kaktusů státní botanické zahrady je zpřístupněna poprvé. Je začleněna do koncepce zahrnující i zástupce příslušné fauny. Na výstavě jsou ukázky životního prostředí v pouštních oblastech Afriky, Asie a Ameriky.